# Centraal Bureau voor de Statistiek

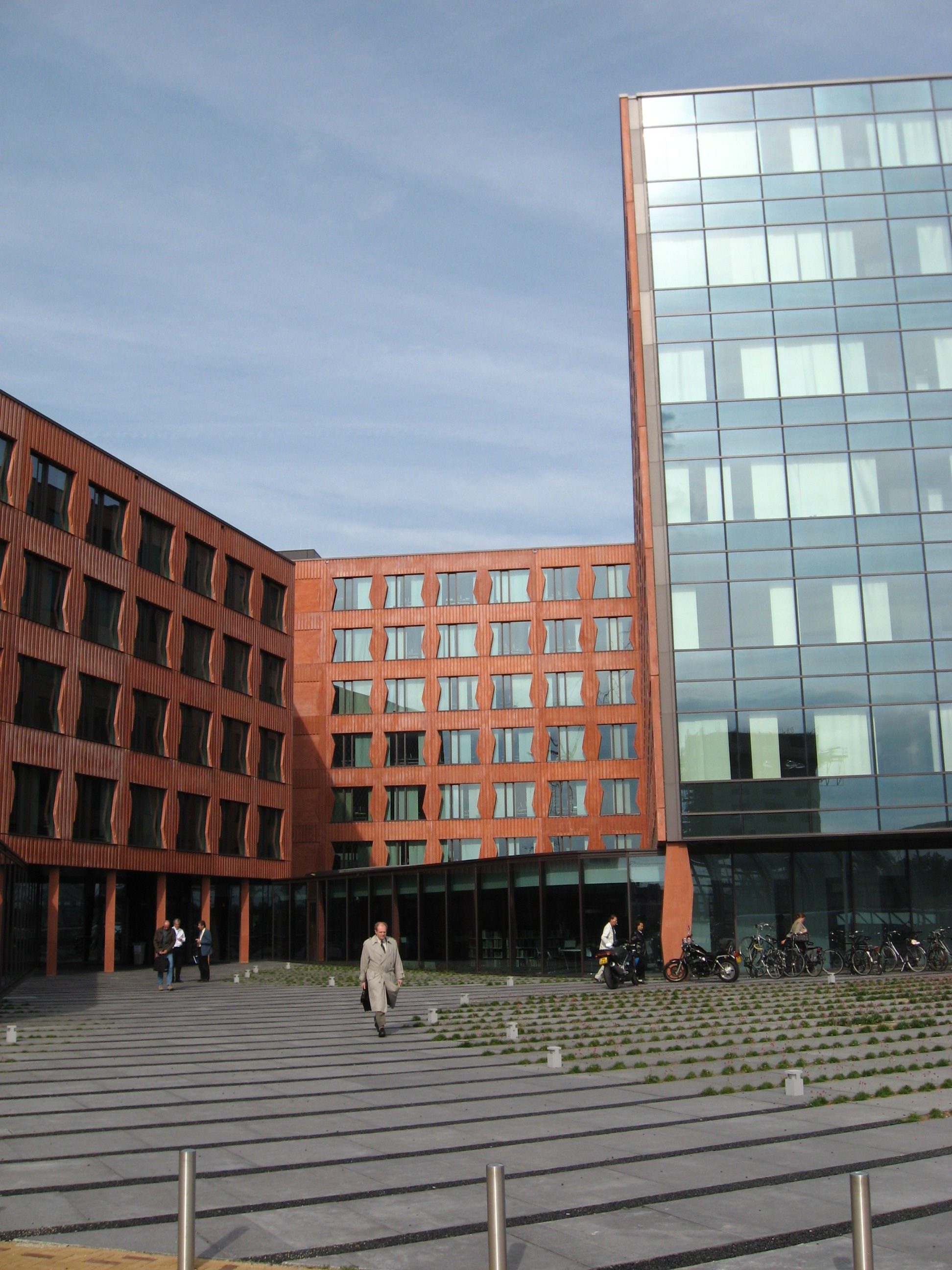
CBS Den Haag

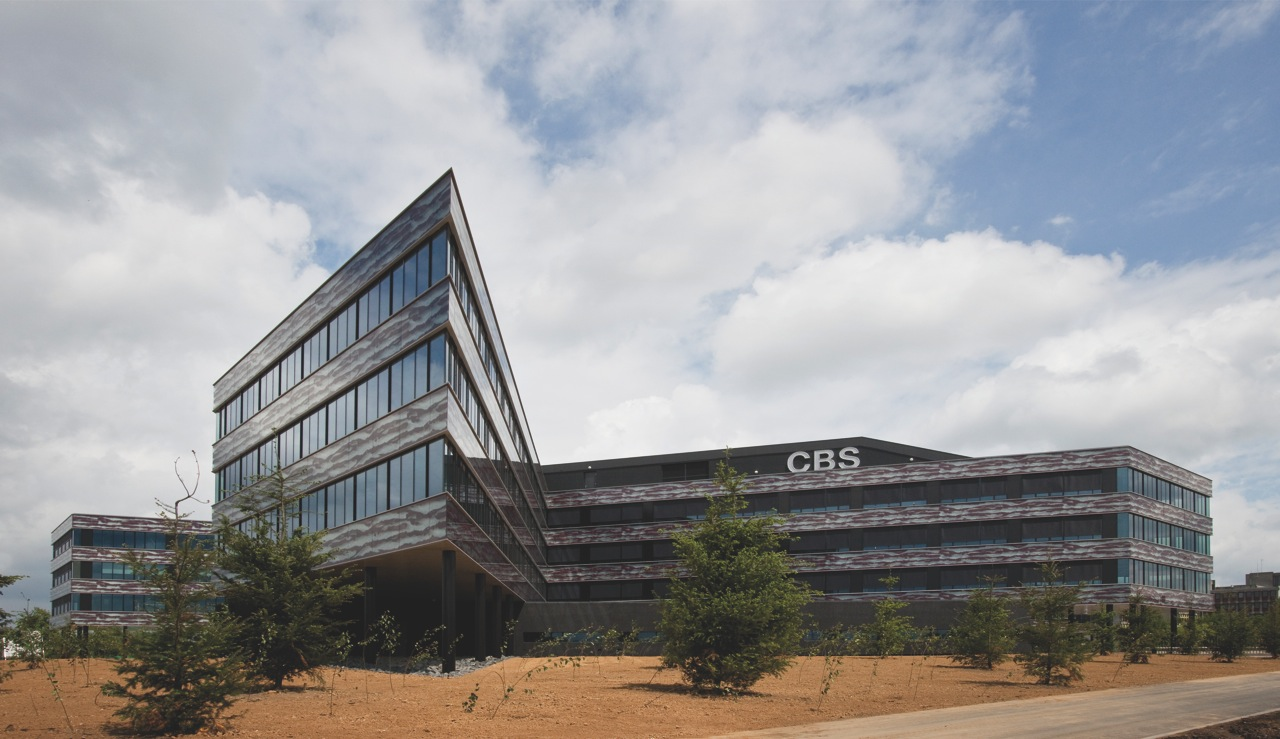
CBS Heerlen

Das Centraal Bureau voor de Statistiek (CBS; deutsch Zentrales Amt für Statistik) ist das niederländische Gegenstück zum Statistischen Bundesamt. Der offizielle englische Name der Behörde lautet Statistics Netherlands.

## Sitz und Aufgabe
Die Behörde hat zwei Sitze: in der Stadt Heerlen (Provinz Limburg) und in Voorburg nahe Den Haag. Das CBS sammelt Daten zur Anfertigung von Statistiken über fast jeden Bereich der niederländischen Gesellschaft. Zum Teil sammelt es Daten, indem es mit gemeentelijke basisadministraties, Bevölkerungs- und Standesamtsbüros der einzelnen Gemeinden, zusammenarbeitet, zum Teil auch, indem es Unternehmen Formulare über Umsatz, Kosten, Bilanzdaten, Investitionen usw. schickt. Dies geschieht seit 2007 über das Internet. Die in die Stichprobe einbezogenen Unternehmen sind gesetzlich verpflichtet, die Formulare auszufüllen und zurückzuschicken. Bei Verstoß gegen diese Regel ist das CBS berechtigt, Geldstrafen zu verhängen. Bis 2006 war dies eine wenig beliebte Aufgabe für die betroffenen Unternehmen, denn die Zahlen mussten manchmal ganz anders berechnet werden als es die Regeln der Rechnungslegung in den Niederlanden bestimmen. 
Die sehr aufschlussreiche Webseite (auch auf Englisch) und die Publikationen des CBS sind die wichtigste Quelle für etliche statistische Daten über die Niederlande. Die meisten dieser Daten sind über die Webseite frei zugänglich.

## Geschichte
Das CBS wurde im Januar 1899 gegründet. Es unterstand bis 2004 dem Ministerie voor Economische Zaken, dem  Wirtschaftsministerium der Niederlande, wurde dann eine selbständige Behörde.